# Notte stellata
La notte stellata (De Sterrennacht) è un dipinto del pittore olandese Vincent van Gogh, realizzato nel 1889 e conservato al MOMA di New York. Vera e propria icona della pittura occidentale, il dipinto raffigura un paesaggio notturno di Saint-Rémy-de-Provence, poco prima del sorgere del sole.

## Storia

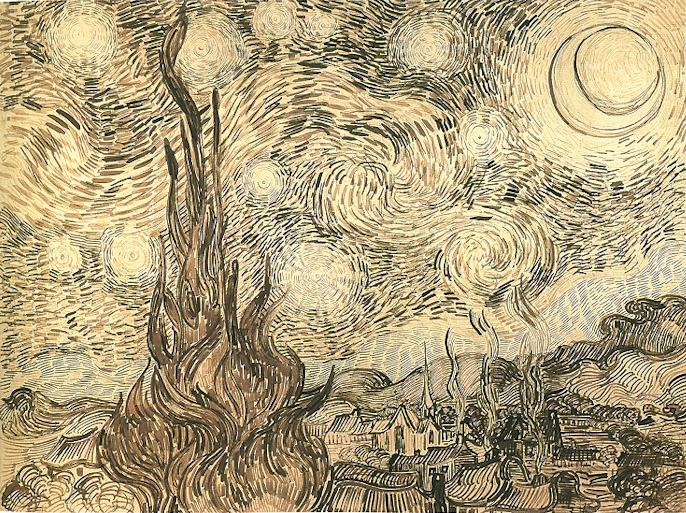
Vincent van Gogh, Notte stellata (Saint-Rémy, giugno 1889); penna e inchiostro, 47×62.5 cm, museo Shchusev, Mosca.

Dopo l'episodio di auto mutilazione dell'orecchio, Van Gogh attraversò altri episodi e alla fine accettò di farsi ricoverare nella clinica per alienati mentali di Saint-Rémy-de-Provence. Durante l'internamento, preso da un vero e proprio furore creativo, van Gogh eseguì una notevole mole di dipinti, nei quali si emancipò dalle imposizioni impressioniste e approdò a uno stile simbolico che, partendo dalla sua alienazione, rielaborava la realtà in quadri che concedevano ampio spazio alla sua immaginazione.
Per quanto concerne la data esatta dell'esecuzione de La notte stellata la maggior parte degli esperti sono concordi nel sostenere che sia stata dipinta poco prima dell'alba del 19 giugno 1889, durante l'anno di permanenza nella clinica psichiatrica di Saint-Rémy-de-Provence: questa datazione sarebbe avallata da una lettera di pugno dello stesso Vincent, desideroso di comunicare al fratello di aver realizzato «un paesaggio con gli ulivi e anche uno studio di un cielo stellato». Anche su tale cronologia, tuttavia, non mancano le controversie. L'artista, infatti, fa esplicito riferimento all'opera in una lettera risalente al 30 maggio (lettera n. 593) e l'esistenza di due lettere successive (lettere n. 594 e n. 595 rispettivamente del 9 giugno e del 19 giugno 1889) ci porta a quasi un mese prima del 19 giugno 1889:
(Lettera n. 593 a Theo, 2 giugno 1889)
Alla datazione dell'opera contribuiscono anche ragionamenti di natura astronomica e cosmografica. Venere alla fine di maggio e ai primi di giugno 1889 era effettivamente al massimo di luminosità (lo stesso van Gogh, nella precedente lettera, aveva osservato come «la stella del mattino [...] sembrava molto grande»), oltreché osservabile prima dell'alba. Per determinare la data di esecuzione dell'opera c'è anche da considerare che il 19 giugno 1889 la Luna era ai tre quarti e non al primo quarto, come invece appare nel dipinto. Per individuare una data plausibile occorre quindi risalire al 23 maggio 1889, quando la Luna era al primo quarto e le stelle corrispondevano maggiormente a quelle dipinte. Quindi le probabili date oscillerebbero tra il 19 giugno o il 23 maggio, unici giorni in cui l'allineamento era perfetto.
Dopo averlo mantenuto inizialmente con sé, van Gogh mandò la Notte stellata al fratello Théo, residente in quei tempi a Parigi, in data 28 settembre 1889, insieme ad altri nove dipinti. Vincent si uccise un anno dopo, sparandosi con una rivoltellata in un campo di grano maturo, e Théo lo avrebbe seguito nella tomba nel gennaio 1891: la Notte stellata passò sotto la custodia della vedova di Théo, Jo. Nel 1900 l'opera entrò nelle collezioni del poeta Julien Leclercq per poi divenire nel 1907 proprietà di Émile Schuffenecker, un vecchio amico di Gauguin. Jo ricomprò il dipinto da Schuffenecker per poi venderlo alla galleria Oldenzeel nel 1906. Nello stesso anno l'opera fu acquistata da una donna di Rotterdam, per poi arrivare nel 1938 alle collezioni del gallerista francese Paul Rosenberg. Nel 1941 la Notte stellata trovò la sua collocazione definitiva con l'acquisto da parte del Museum of Modern Art, a New York, dove si trova tuttora.

## Descrizione
Nel 1888, prima dell'internamento a Saint-Rémy, van Gogh scrisse:
(Vincent van Gogh, Arles, 3 settembre 1888)
La Notte stellata, certamente una delle opere vangoghiane più celebri, risponde perfettamente a quest'esigenza. In questo dipinto, infatti, il pittore ha certamente cercato il contatto diretto con la realtà, dipingendo quello che si poteva vedere dalla finestra della sua stanza nel manicomio di Saint-Rémy. Van Gogh, tuttavia, non ha ripreso fedelmente questa veduta notturna, bensì l'ha manipolata con mezzi plastici, interiorizzandola fino allo spasimo e trasformandola in una potente visione onirica in cui poter fare affiorare le sue emozioni, le sue paure, i suoi viaggi dell'anima. La Notte stellata, pertanto, non offre all'osservatore un'immagine fedele della realtà, quanto una forma di «espressione» di quest'ultima.
L'immagine possiede una forza straordinaria. A sinistra la scena è chiusa da un cipresso alto e severo che, stagliandosi contro il cielo notturno, agisce come un intermediario vegetale tra la terra e il cielo, tra la vita e la morte: più che un albero sembrerebbe quasi una fiamma scura che divampa all'improvviso alla ricerca dell'infinito. A fianco del solitario cipresso troviamo un piccolo paesino - forse è Saint-Rémy, forse Nuenen, forse una reminiscenza del villaggio natio - che, disperdendosi su una vallata, sembra perduto nell'immensità del movimento cosmico che fluisce sopra di esso: i caseggiati sono generalmente bassi, fatta eccezione per l'acuminata cuspide di un campanile, che riprende la statuaria verticalità del cipresso e «sfida le forze della natura: è un'antenna e un parafulmine insieme, una sorta di Tour Eiffel, la cui fascinazione è sempre presente nelle vedute notturne dell'artista [...] sembra crepitare, carica di elettricità». A destra vigoreggia la ricca vegetazione degli ulivi, mentre sullo sfondo si estende il profilo diagonale e ondulato delle Alpilles, importante catena montuosa del Meridione francese.
Il villaggio è avvolto dal buio e dal sonno e rimanda nel suo complesso a un ideale di placida quiete. Il paesaggio, al contrario, rinvia esplicitamente alla grandiosa natura decantata a inizio secolo dal romantico Caspar David Friedrich, soprattutto con i monti retrostanti:
(Giorgio Cricco, Francesco di Teodoro)
L'inquietudine dell'artista, poi, esplode nella porzione superiore della tela, quella relativa al cielo. Questi spazi cosmici sono rischiarati dalla luce aranciata della falce lunare, visibile in alto a destra, e dal quieto pulsare del pianeta Venere, anche conosciuto come «stella del mattino». Ma a catturare l'attenzione dell'osservatore sono soprattutto le stelle, che sembrano ruotare pericolosamente su sé stesse in gorghi titanici e vorticosi, come se fossero meteore impazzite: ciò è particolarmente evidente nel vortice centrale, dove l'intervento di pennellate che cambiano ripetutamente direzione ne trasforma il romantico pulsare in uno spasmodico turbinio. Il movimento arcano degli astri, nonostante la sua tumultuosità, è infatti guidato da pennellate che, raggrumandosi e ispessendosi, distribuiscono la materia pittorica secondo irradiazioni circolari. La visione, poi, viene resa armoniosa dal mirabile contrasto presente tra l'ultramarino, i blu cobalto (tonalità costitutive del cielo) e i gialli indiano e di zinco (i quali, invece, vanno a tingere le stelle). «Il colore, di consistenza molto fluida» osservano ancora Cricco e di Teodoro «è steso con uno spessore minimo, a piccoli tocchi ravvicinati, lasciando qua e là spazi vuoti, dai quali si intravede anche la trama della tela sottostante che, in corrispondenza delle stelle, ne simula il tremolio. In questo modo il dipinto assume un tono brillante ma freddo allo stesso tempo, che restituisce l’atmosfera rarefatta e quasi lattiginosa della notte stellata».
Questo itinerario pittorico dagli accenti siderali ripropone l'inquietante consapevolezza di una solitudine desolata e di un animo smarrito e allucinato. La contemplazione di questo cielo stellato affascinante e terribile è tutt'altro che idillica, ma vuole affrontare il mistero dell'universo e della drammatica vitalità del pittore, che non a caso ricorre a un segno pittorico materico, agitato, quasi aggressivo, che si smorza solo quando tratteggia le morbide ondulazioni delle Alpilles, le quali sono tra l'altro rimarcate da una spessa linea di contorno nera, che probabilmente intende sottolineare la loro appartenenza alla dimensione terrena. La potente raffigurazione del cielo, insieme al contrasto stridente tra i bagliori vibranti e infuocati degli astri e alla flebile luce emessa dalle luci del villaggio sottostante, sembra quasi voler delineare un confine individuabile tra van Gogh e il mondo, tra il «sentimento di fragilità e inconsistenza dell’individuo [e] la sublime e soverchiante immensità del cosmo» (Carlo Bertelli). Così, in questo capolavoro dell'arte ottocentesca, i vertiginosi e drammatici tormenti di van Gogh trovano una delle loro più belle e potenti raffigurazioni.